# Bell 204

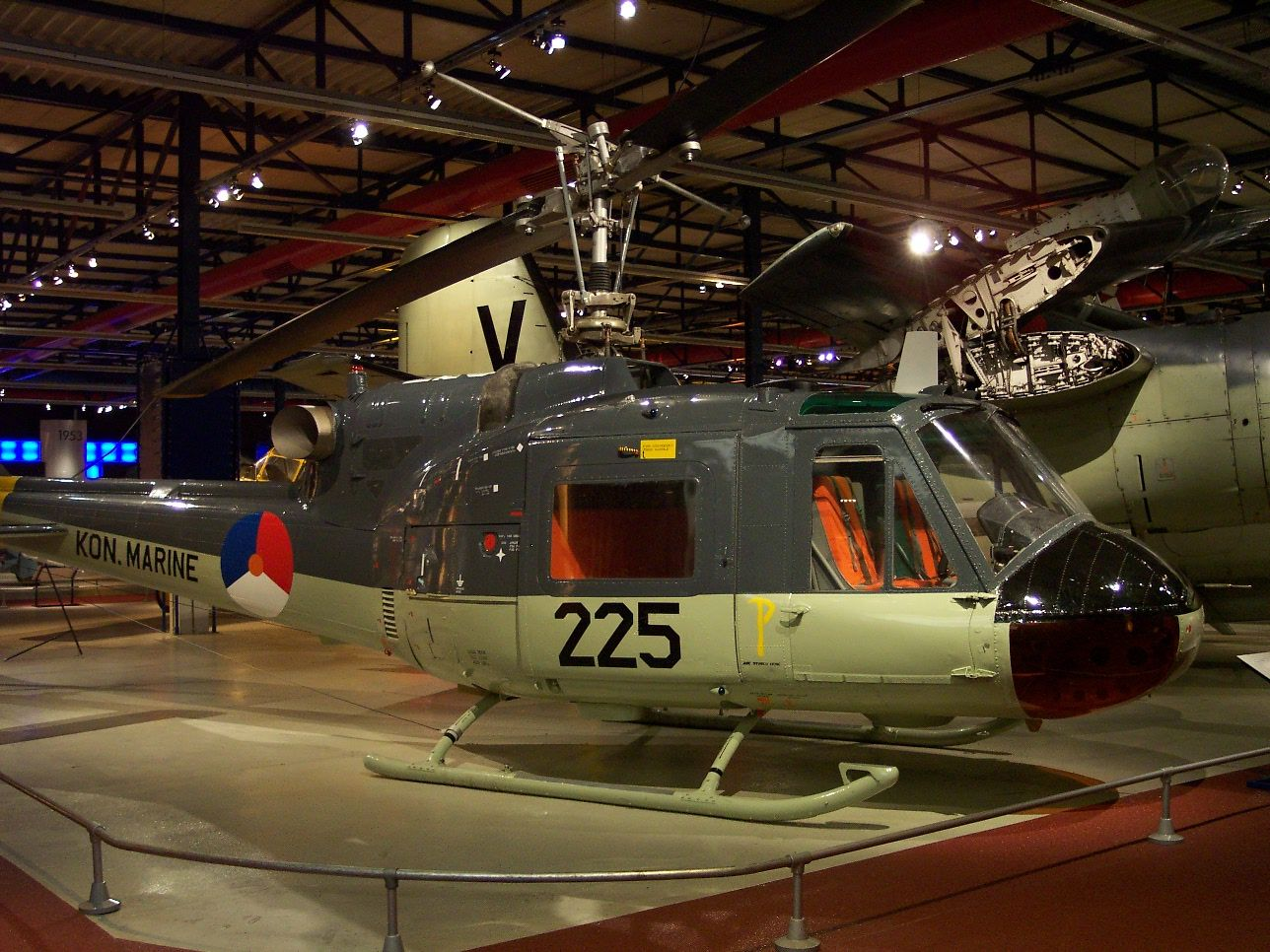
Un Bell 204 de la marine des Pays-Bas

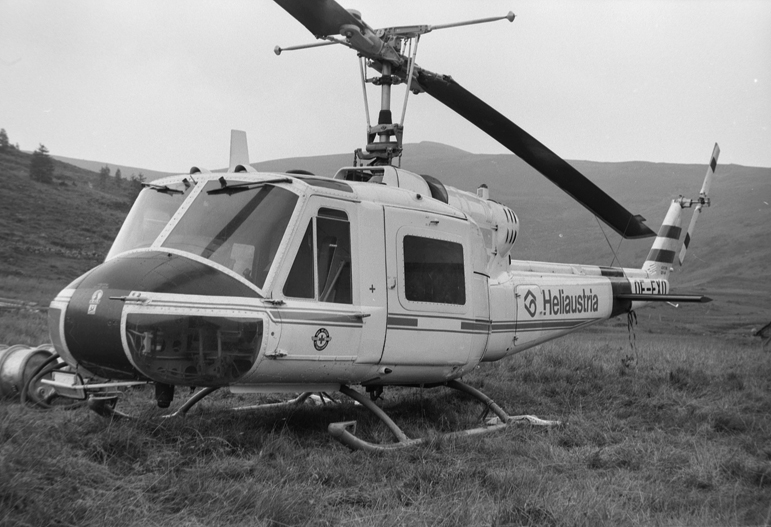
Bell HeliAustria, Tirol.

Le Bell 204 est un hélicoptère de transport américain qui a volé la première fois en 1956. C'est une version du Bell UH-1 Iroquois. Certains ont été construits sous licence en Italie sous le nom d'Agusta-Bell AB-204. Le Bell 205 est une variante modernisée et agrandie.